# Enherbement

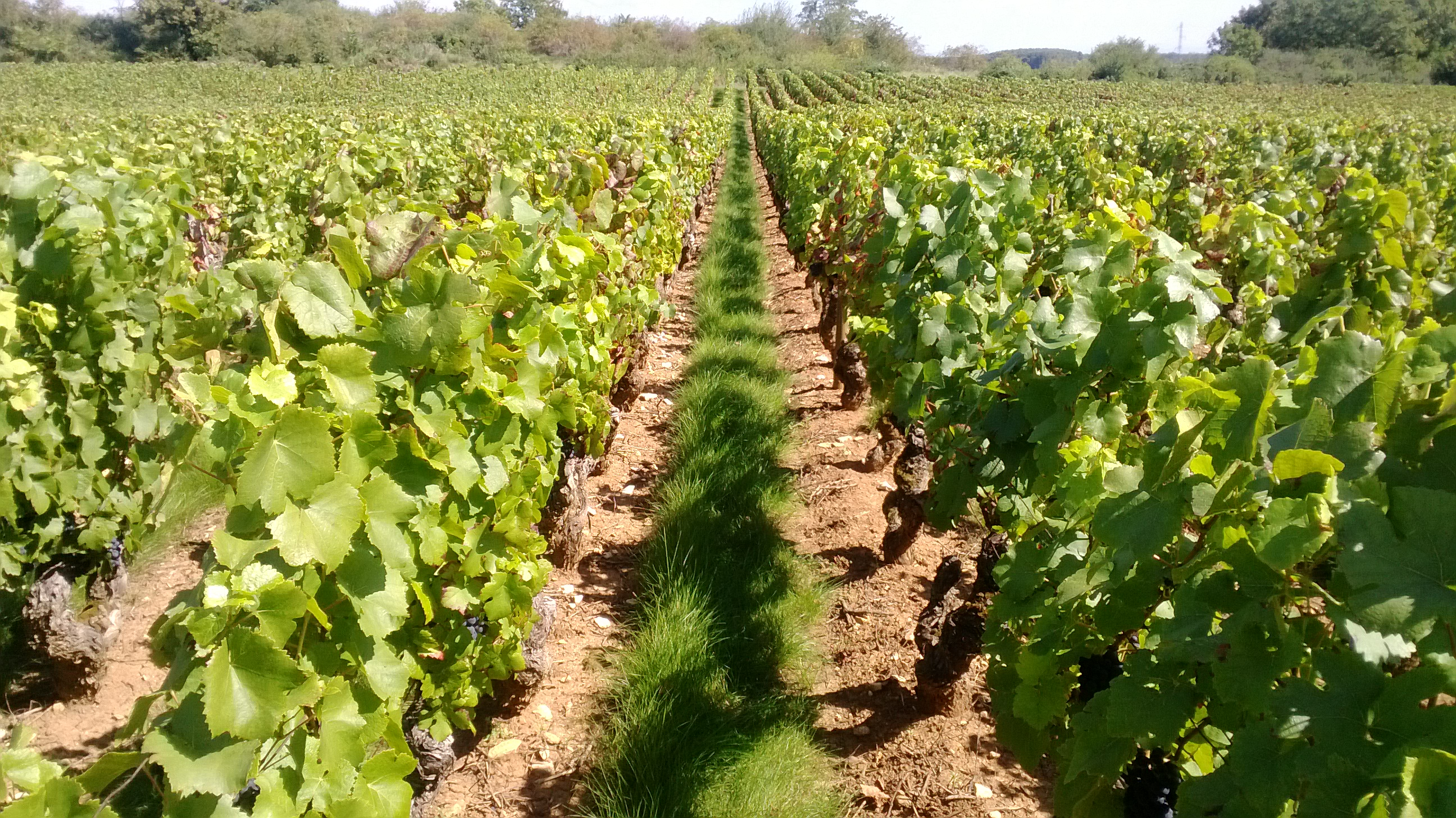
Enherbement de la vigne (à Mercurey)

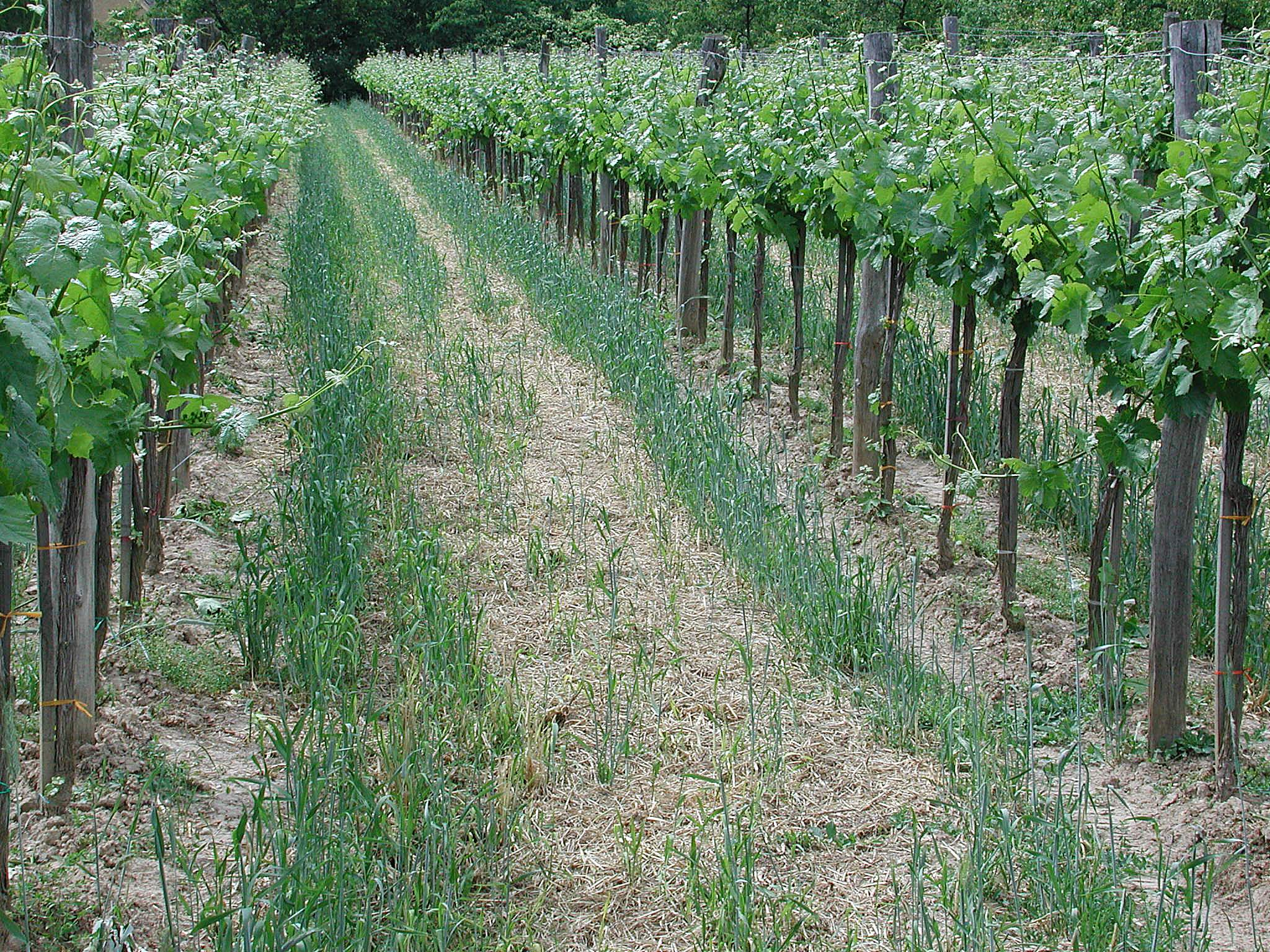
Enherbement de la vigne

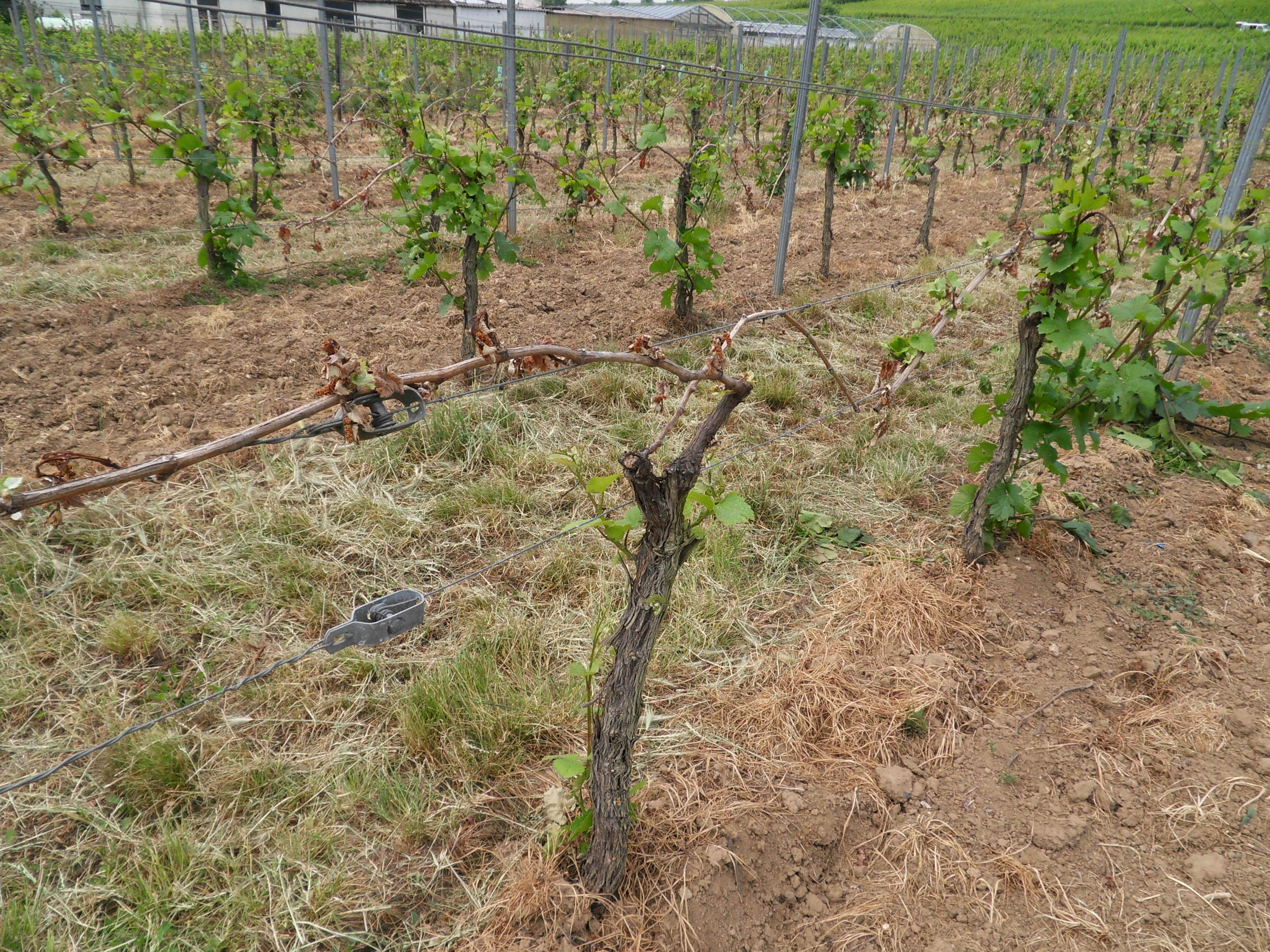
Enherbement dans le Erbacher Steinmorgen (Vignoble du Rheingau).

L'enherbement est un moyen de protéger les sols de l'érosion et des effets délétères d'une exposition directe à la pluie, au gel et aux UV solaires.
Il peut notamment être pratiqué dans les intervalles d'une culture verticale (vignes, houblonnières, verger...) en restaurant et/ou en entretenant un tapis végétal (naturel ou semé) entre les rangs de culture.
Cette pratique est une alternative au désherbage chimique et au travail du sol, et si les plantes de l'enherbement, sont riches en espèces de légumineuses, elles seront aussi une source naturelle d'enrichissement du sol en azote, tout en protégeant les nappes de la pollution par les nitrates provenant des engrais chimiques. Il peut aussi contribuer à améliorer quantitativement et qualitativement les produits récoltés, dont secondairement le vin ou le jus de raisin dans le cas des vignes,.

## Techniques d'enherbement
Le vigneron ou l'exploitant agricole cherche à contrôler la qualité de son enherbement pour améliorer sa production ; pour ce faire, il peut s'appuyer sur de nombreux retours d'expérience. Il doit veiller, notamment en zone aride ou sur sol très oligotrophe à ce que les plantes des bandes enherbées n'entrent pas en concurrence, avec les cultures pour l'eau ou l'azote.

### Enherbement permanent
L'enherbement permanent est une technique très ancienne de protection de sols vulnérables. Il est pratiqué sous la vigne « depuis longtemps dans certains vignobles » et a retrouvé un regain d'intérêt « comme un moyen de restaurer la matière organique du sol et de limiter l'érosion et la vigueur de la vigne », supporté par une activité de recherche appliquée et scientifique sur ses intérêts et techniques, depuis plusieurs décennies en France.
Dans la vigne à partir de la 4e année d'enherbement, on « n'observe plus de différence significative dans le taux en sucre et en acide des moûts entre les parcelles enherbées et celles travaillées ».

### Enherbement temporaire
Sur des cultures annuelles l'enherbement non contrôlé est concurrentiel avec des effets négatifs sur la productivité au début de la croissance des plantes cultivées. Pour la canne à sucre, il doit par exemple idéalement être contrôlé jusqu'à l'âge de trois mois, sinon « la production de canne est significativement moindre » .

## Effets de l'enherbement

### Impacts pour la vigne
L'enherbement crée une concurrence avec les jeunes plants de vignes qui voient dans un premier temps leur vigueur diminuer et sont contraints de modifier leur système racinaire, qui se développe alors plus en profondeur en devenant moins vulnérable au manque d'eau. S'il contient assez de légumineuses, il devient aussi une source d'azote biodisponible pour la vigne (par exemple, la qualité olfactive des vins de type pinot tend à s'améliorer avec l'élévation de la concentration en composés azotés du moût.) Il est aussi une source d'espèces « utiles » dites auxiliaires de l'agriculture.
L'objectif de l'enherbement viticole contrôlé est d'améliorer l'état sanitaire de la vigne et d'augmenter la qualité de la vendange et donc des vins.

### Impacts pour le sol

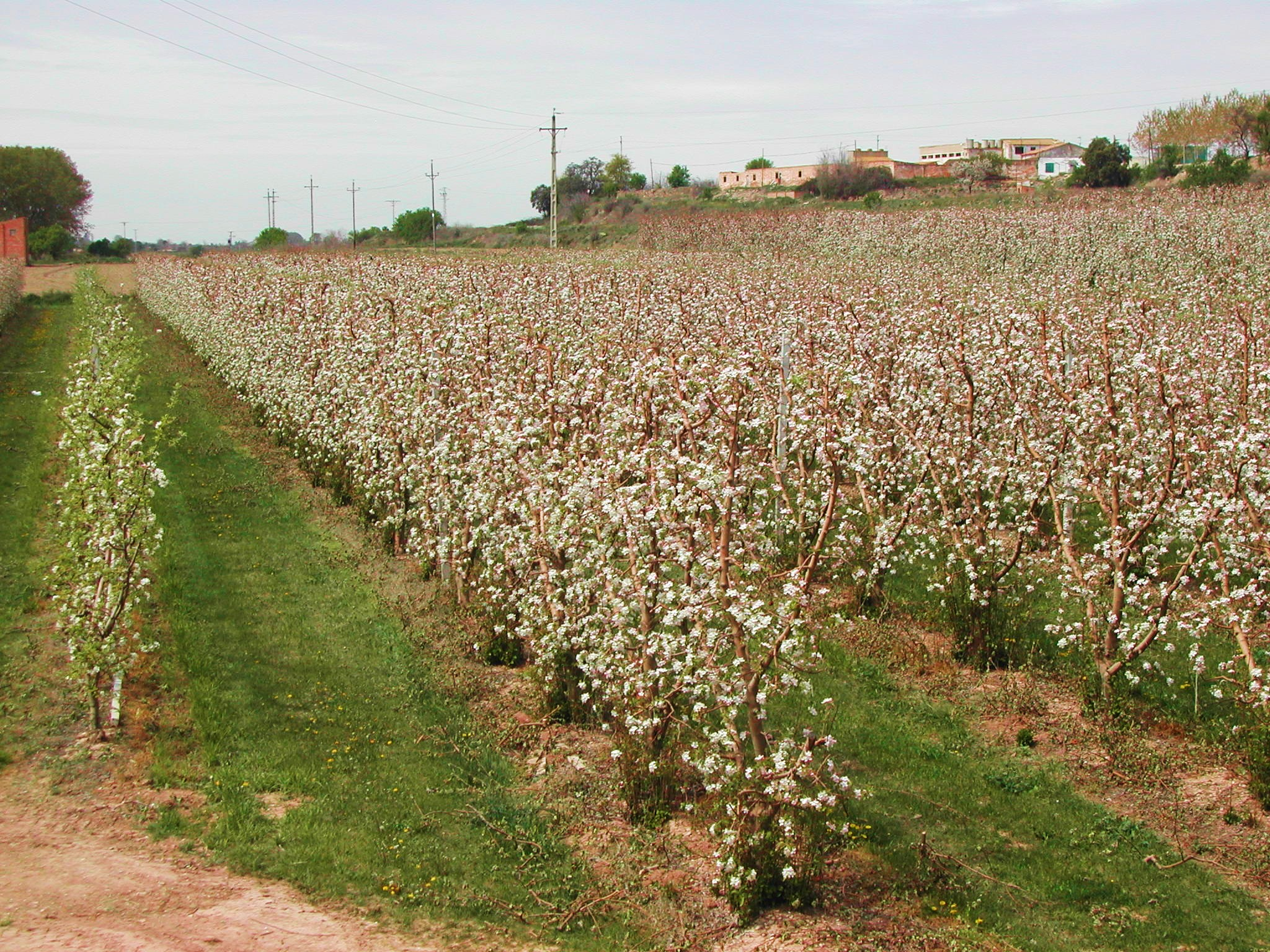
Verger de pommiers enherbé. Catalogne, 2003.

L'enherbement augmente considérablement la vie biologique des sols en apportant de la matière organique. 
Les sols deviennent plus perméables et poreux, ce qui limite l'accumulation d'eau de pluie en surface et l'érosion tout en améliorant le transfert de l'eau vers le sol profond. L'enherbement améliore la portance du sol pour les machines et limite sa compaction.

### Vidéographie
- Vignes : des couverts végétaux pour des sols vivants, par Stéphane Aissaoui pour l'IFVV (Institut français de la vigne et du vin).